# نورت-لو-فرون
نورت-لو-فرون (به فرانسوی: Nuret-le-Ferron) یک کمون در فرانسه است که در اندر واقع شده‌است. نورت-لو-فرون ۴۷٫۲۹ کیلومتر مربع مساحت و ۳۳۶ نفر جمعیت دارد و ۱۵۲ متر بالاتر از سطح دریا واقع شده‌است.